# Roger Boggasch
Roger E. Boggasch (* 15. Juni 1965 in Berlin; † 8. Mai 2015) war ein deutscher Dirigent.

## Ausbildung und künstlerische Stationen
Roger E. Boggasch studierte an der Hochschule der Künste Berlin (UdK Berlin) Dirigieren, Klavier und Tonsatz. Meisterkurse besuchte er bei Julius Kalmar und Leonard Bernstein. Als Mitglied des Dirigentenforums des Deutschen Musikrats erhielt er zusätzliche Impulse durch Heinz Rögner und Michael Schønwandt. 1990 erhielt er den Preis des „Joven Director“ des internationalen Musikfestivals Murcia, Spanien.
Unmittelbar nach Studienabschluss begann er seine Dirigentenlaufbahn als stellvertretender Generalmusikdirektor der Polnischen Philharmoniker Wałbrzych, 1992 wurde er Erster Kapellmeister am Südostbayerischen Städtetheater (Landestheater Niederbayern) in Passau, wo er 1996 zum Musikdirektor und 2001 zum Generalmusikdirektor ernannt wurde. Von 2001 bis 2006 war er in gleicher Funktion am Theater Hof tätig.
Seit 2006 war er freischaffender Dirigent, seit 2012 zudem Operndirektor am Tiroler Landestheater Innsbruck.
Als Gastdirigent arbeitete er regelmäßig mit den Hofer Symphonikern sowie mit den Nürnberger Symphonikern, der Jungen Kammerphilharmonie Berlin, den Brandenburger Symphonikern und dem Sinfonieorchester des Nationaltheaters Prag.
International beachtet wurden seine beiden deutschen Erstaufführungen von Giuseppe Verdis Opern „Alzira“ und „Oberto conte di San Bonifacio“, verschiedene Auftragskompositionen und Uraufführungen im Rahmen der Europäischen Wochen Passau sowie seine regelmäßige Mitarbeit als Dozent und Dirigent der Kammeroper Schloss Rheinsberg.
Ab 2000 war Roger Boggasch auch als Komponist und Regisseur an verschiedenen deutschen Bühnen tätig.
Im Mai 2015 erlag Boggasch wenige Wochen vor seinem 50. Geburtstag einem Krebsleiden.

## Lehrtätigkeit
Von 1990 bis 1992 hatte Roger Boggasch einen Lehrauftrag für Orchesterleitung im Fachbereich Schulmusik an der HdK Berlin.
Von 2004 bis 2009 war er Dozent für Orchesterleitung an der Hochschule für evangelische Kirchenmusik Bayreuth.
Als Referent wurde er regelmäßig für die Weiterbildung von Führungskräften eingeladen.

## Werke
- Nostradamus (2000)
- Bayerische Bettleroper (2008)
- Amberger Welttheater (2009)